# Арчертаг
Арчертаг, также известный как арчери таг или боевая стрельба из лука (англ. Archertag, archery tag, battle archery, combat archery) — командный вид спорта, напоминающий вышибалы, пейнтбол или лазертаг, в котором используются лук и стрелы с мягким наконечником.

## История
Арчертаг был создан американцем Джоном Джексоном в 2011 году под брендом Archery Tag. Популярность арчертага возросла благодаря серии книг и фильмов «Голодные игры» — Джексон устраивал стрельбу по мишеням на местных премьерах киноленты, используя свои запатентованные «несмертельные стрелы». К 2014 году Джексон лицензировал игру в 170 локациях в США, Великобритании, Нидерландах, России, Сингапуре и ряде других стран. Другие бренды, такие как Battle Archery, Battle Bows и Arrow Tag последовали этому примеру.

## Правила и игровой процесс

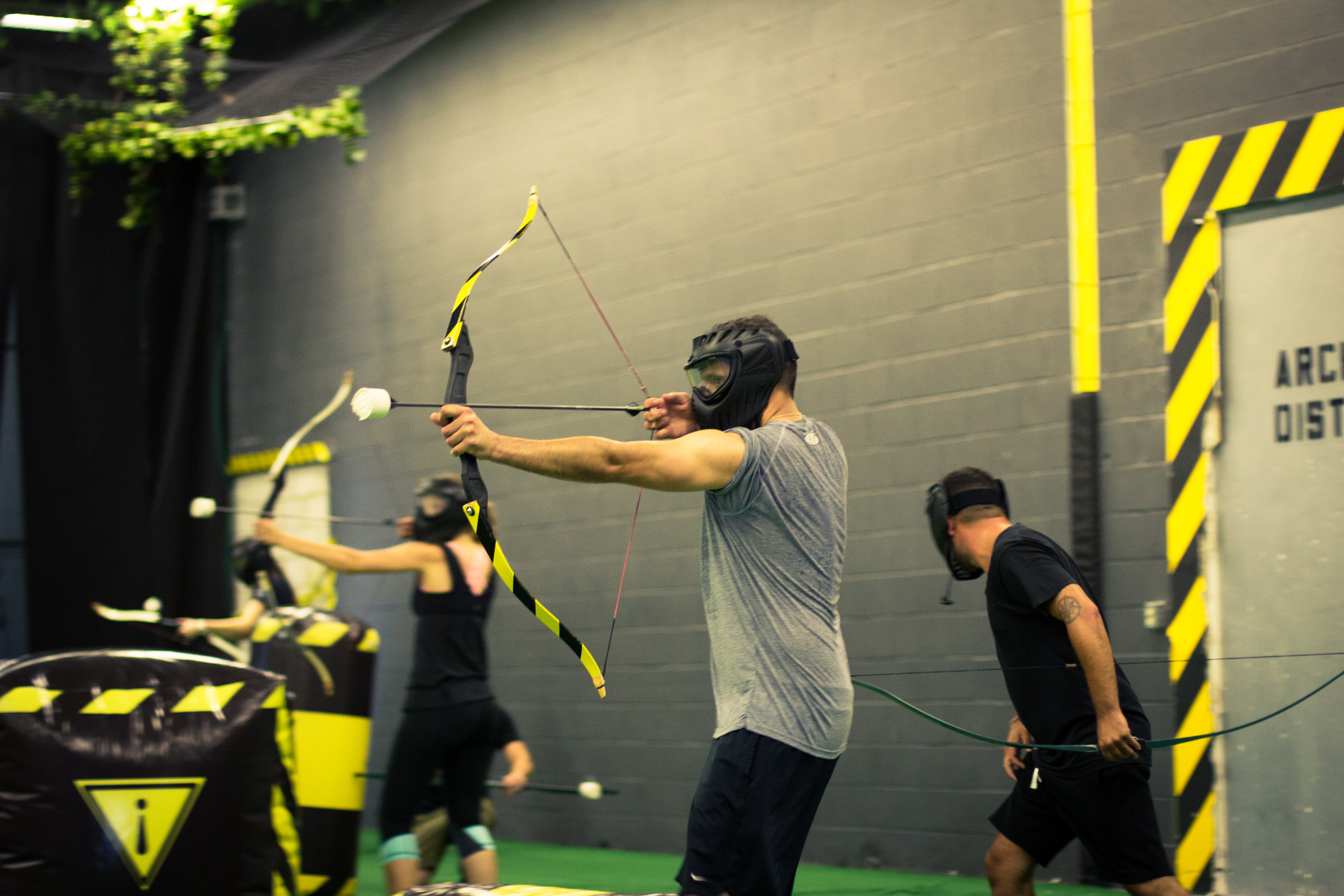
Арчертаг в Торонто

Арчертаг сочетает в себе элементы вышибал, пейнтбола и стрельбы из лука. Участники формируют команды по пятеро человек и стреляют из луков в противников, используя стрелы с пенопластовыми наконечниками. Для безопасности игроки носят защитные шлемы с забралом и используют луки с усилием натяжения менее 30 фунтов.
Правила игры напоминают вышибалы: игроки собирают стрелы в центре арены, затем стреляют друг в друга, стараясь попасть. Игрок выбывает из игры, если его поразила стрела, однако его можно вернуть в игру, поймав стрелу. Команда выигрывает, набрав больше очков за попадания в противников или за выполнение определённых заданий на поле боя.